# Krasnoznamensk (Kaliningradská oblast)
Krasnoznamensk (rusky Краснознаменск; německy Lasdehnen, v letech 1938–1946 Hasselberg; litevsky Lazdynai; polsky Łoździenie) je město v Kaliningradské oblasti v Rusku ležící 163 km severovýchodně od Kaliningradu v blízkosti hranice s Litvou. V roce 2010 žilo ve městě tři tisíce obyvatel převážně ruské národnosti.

## Historie města

### Od založení do 19. století
První zmínka pochází z roku 1521 z německých dokumentů, které popisují osadu zvanou Haselpusch (česky Lískový keř). Samotný název osady Lasdehnen pochází z pruštiny a znamená doslova lískové keře. První kostel byl postaven v roce 1578, ale v roce 1661 vyhořel. Od roku 1663 se stalo město významným obchodním centrem na řece Šešupė. Ekonomice pomohla stavba mlýna, který až do 20. století byl největším v okolí. Nová kostelní budova musela být stržena v roce 1869 kvůli statickým problémům. Kostel stojící ve městě nyní byl postaven v rozmezí let 1874–1877 v novogotickém stylu. Historie města je úzce spojena s litevskou menšinou, podle které se začalo oblasti říkat Malá Litva. V roce 1918 vydali Litevci z organizace Lietuvininks tzv. Tylžská akta, v nichž požadovali připojení Malé Litvy k nově vzniklé samostatné Litvě. Versailleská smlouva ale ponechala město Německu.

### Druhá světová válka
Po nástupu nacismu v Německu přestalo oficiální místům vyhovovat pruské pojmenování města Lasdehnen, a tak byl v roce 1938 název města oficiálně změněn na německý ekvivalent Hasselberg. Na konci Druhé světové války začala operace Hannibal, která měla za cíl evakuovat většinu německého obyvatelstva z Východního Pruska před postupující Rudou armádou. Většina německého obyvatelstva tak opustila město před příchodem Sovětů. Rudá armáda vstoupila do města 18. ledna 1945.

### Pod správou SSSR a Ruska
Po válce město připadlo SSSR a stalo se součástí tzv. Kaliningradské oblasti. V roce 1946 byl Hasselberg přejmenován na Krasnoznamensk, znamenající česky Rudý prapor. Zbylé německé obyvatelstvo bylo odsunuto a do města se nastěhovali Rusové především z oblasti centrálního Ruska a Povolží. Během války bylo regionální centrum Schloßberg (nyní Dobrovolsk) zcela zničeno, a tak se do Krasnoznamensku přesunuly všechny úřady regionální správy. Po rozpadu SSSR v roce 1991 se město stalo součástí Ruska jako jeho exkláva.

## Obyvatelstvo

### Vývoj obyvatelstva v průběhu doby
| Rok       | 1885  | 1910  | 1933  | 1939  | 1959  | 1970  | 1979  | 1989  | 2002  | 2010  | 2021  |
| Obyvatelé | 1 294 | 1 857 | 2 065 | 2 070 | 2 843 | 2 911 | 3 392 | 3 894 | 3 751 | 3 522 | 3 049 |

### Aktuální složení obyvatelstva
Při sčítání lidu v roce 2010 bylo etnické složení v městě následující:
| - 87,4 % Rusové - 2,8 % Litevci - 2,5 % Bělorusové - 2,5 % Ukrajinci - 1,0 % Romové |  | - 1,0 % Arméni - 0,9 % Němci - 0,6 % Tataři - 0,5 % Poláci - 0,8 % ostatní |

### Významné osobnosti města
- Dietrich Beyrau (nar. 1. února 1942 v Haselbergu) – německý historik a universitní profesor

## Galerie

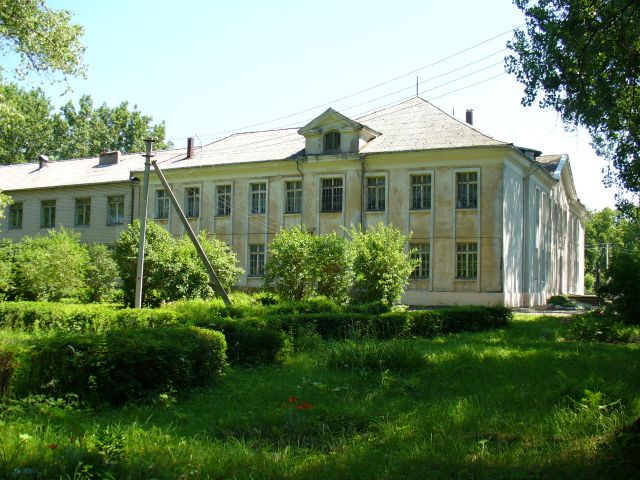
Nemocnice
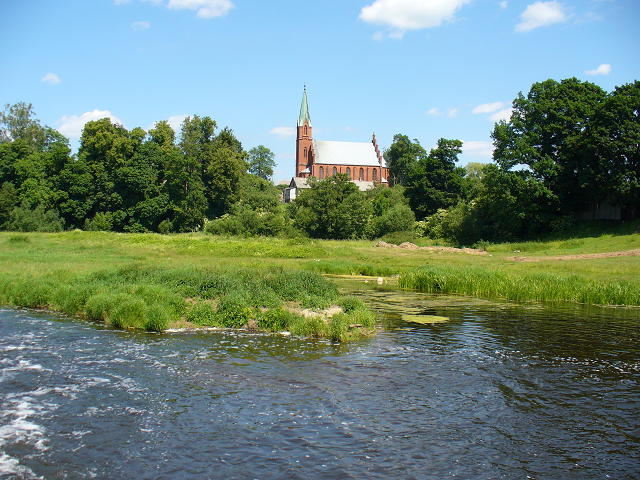
Místní kostel pohledem od řeky
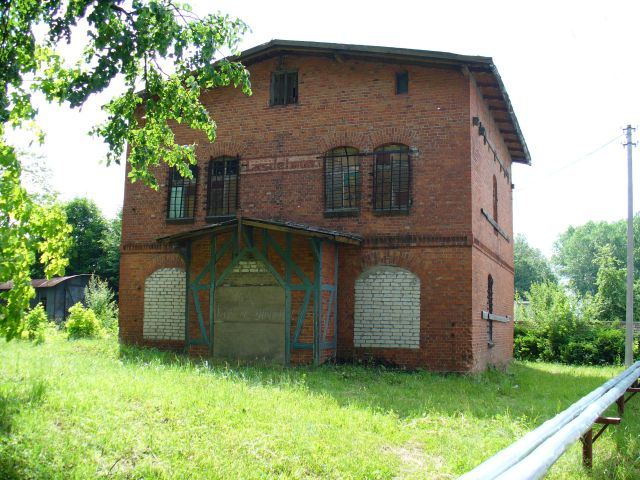
Bývalá německá staniční budova
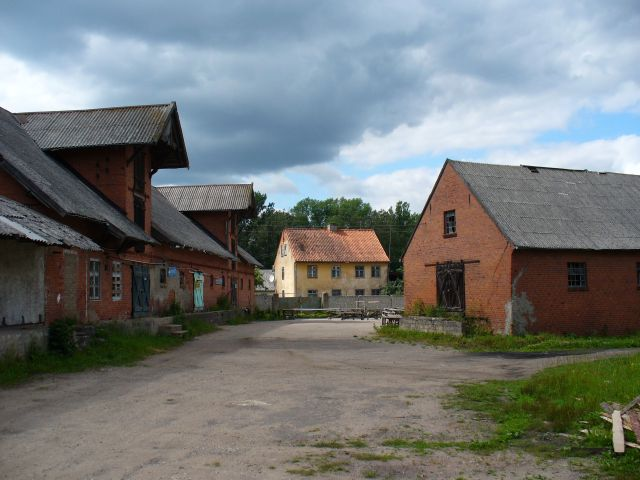
Původní německá zástavba – sklady
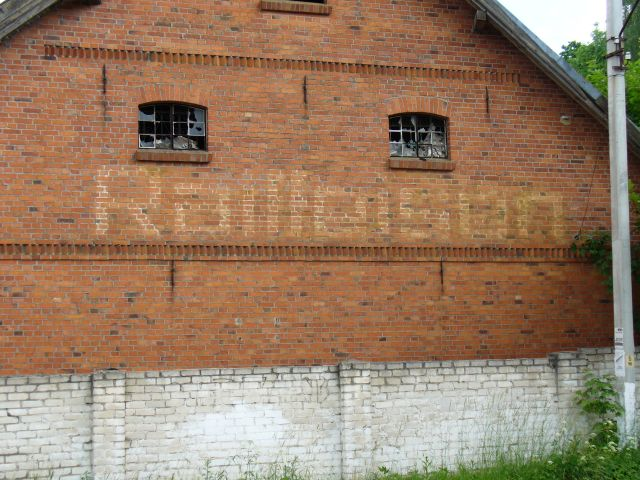
Původní německá zástavba
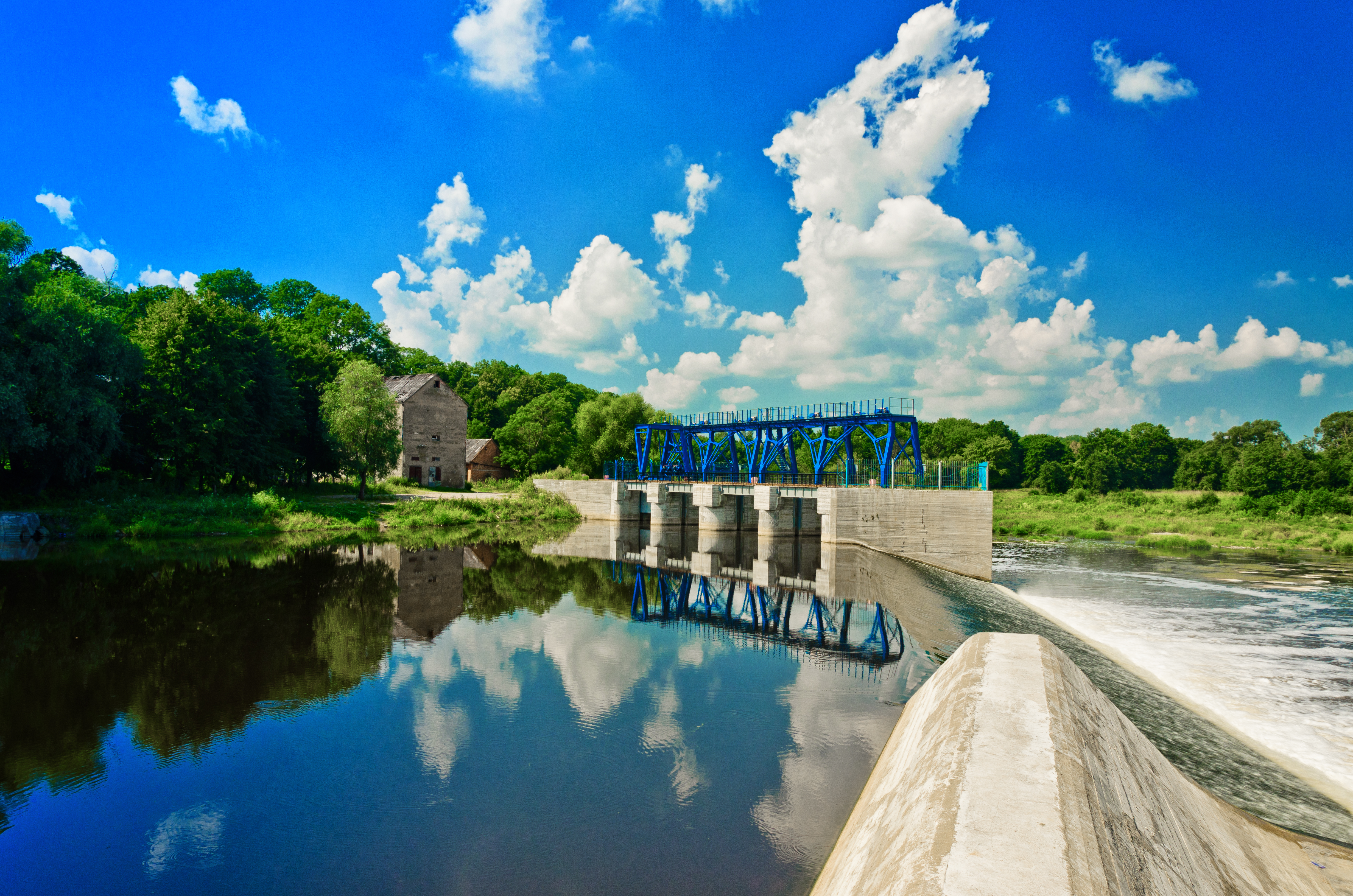
Říční hráz